# Sauroplites
Sauroplites ist eine kaum bekannte Gattung der Vogelbeckensaurier (Ornithischia) aus der Gruppe der Ankylosauria.
Von Sauroplites sind bislang nur Teile des Beckens sowie einzelne Rippen und Knochenplatten gefunden worden. Aufgrund der Anatomie der Fossilien schließt man, dass dieser Dinosaurier zu den Ankylosauria zählte, die spärlichen Funde lassen eine genauere Einordnung nicht zu, sodass Sauroplites als nomen dubium gilt.
Die Überreste wurden in der chinesischen Provinz Gansu gefunden und 1953 vom schwedischen Paläontologen Birger Bohlin erstbeschrieben. Der Name leitet sich von griechisch sauros (=„Echse“) und Hoplit (einem Soldatentyp) ab. Die Funde werden in die frühe Unterkreide auf ein Alter von 130 bis 110 Millionen Jahre datiert.